# Bjørkelibakken
Bjørkelibakken – kompleks skoczni narciarskich w norweskim Strynie. W jego skład wchodzi skocznia normalna K90 oraz trzy mniejsze obiekty (K70, K40 i K15).
W 2004 roku na skoczni rozegrano konkursy skoków narciarskich w ramach mistrzostw świata juniorów w narciarstwie klasycznym, podczas których zwycięzca konkursu Mateusz Rutkowski ustanowił rekord skoczni wynoszący 104,5 m. 6 marca 2010 Espen Andersen poprawił wynik Polaka o metr podczas mistrzostw Norwegii juniorów.
Rok wcześniej na skoczni odbyły się dwa konkursy Pucharu Kontynentalnego. Ich zwycięzcą został Morten Solem.

## Parametry skoczni normalnej
- Punkt konstrukcyjny: 90 m
- Wielkość skoczni (HS): 100 m
- Długość najazdu: 98,6 m
- Nachylenie najazdu: 30°
- Długość progu: 6,05 m
- Nachylenie progu: 10,5°
- Wysokość progu: 2,25 m
- Nachylenie zeskoku: 34°

## Rekordziści skoczni normalnej
| Lp. | Data          | Zawodnik          | Odległość | Uwagi                         |
| --- | ------------- | ----------------- | --------- | ----------------------------- |
| 1.  | 1 lutego 1996 | Kristian Brenden  | 96,5 m    | Mistrzostwa Norwegii          |
| 2.  | 7 lutego 2004 | Mateusz Rutkowski | 104,5 m   | Mistrzostwa świata juniorów   |
| 3.  | 6 marca 2010  | Espen Andersen    | 105,5 m   | Mistrzostwa Norwegii juniorów |